# 克林
克林 (クリリン)，是日本漫畫作家鳥山明在集英社《週刊少年Jump》連載的《七龍珠》虛構角色。原作是在其之二十五「ライバル? 参上!!」首次登場。以及富士電視台、東映、東映動畫所改編的同名動畫影集《七龍珠》第14話「悟空のライバル? 参上!!」首次登場，日本版的配音員是田中真弓。

## 概要
鳥山說“在開始天下第一武道大會之前，這套漫畫不是很受歡迎。除了悟空以外，我讓武天老師登場，隨後創造克林這些角色。然後這套漫畫就突然走紅了。”是因為他的責任編輯鳥嶋和彥說「主角孫悟空太單純普通了。」為了展現悟空的特質，鳥嶋建議需要一個不一樣的角色和他做對比，之後增加名為克林的角色。腳本家渡邊雄介為電影《七龍珠Z 神與神》寫了腳本，原本故事發生在克林與人造人18號結婚的時間點，鳥山明將他改成魔人普烏事件後的布瑪的生日派對。渡邊認為鳥山明做出改變是因為他希望粉絲們自行想像他們結婚的過程。鳥山選擇在原作結尾之前的時間點，是因為角色們這時都還年輕、他們當時也處於“戰鬥理想的狀態”。
克林的名字僅僅只是從外觀的感覺而產生。鳥山說“一開始並不打算讓他變成長期登場的角色，也從沒想過他會登場到最後，所以隨意取了這個名字。”。
田中真弓被選為克林的配音演員，是因為鳥山觀看《銀河鐵道之夜》後看到田中的演技。田中也負責亞奇洛貝的配音，原作中有一個場景「克林與亞奇洛貝說話的聲音真像。」。
鳥山明將克林設計成一個希望與悟飯、天天、布瑪和武天老師成為死黨的角色。克林是鳥山明最喜歡的戰士，所以克林與悟空、達爾、比克和撒旦先生之間的互動都不曾使用敬語。
原作中沒有畫出眼睛的白色部分，但是在鳥山明繪製的《七龍珠》彩色插圖及官方的電子遊戲中出現眼白。克林沒有鼻子，但是可以聞到氣味。鳥山“我不能回應這個問題，因為沒有合適的理由。他沒有鼻子或許是他先天的特殊體質，利用皮膚來呼吸。”克林的額頭上六道戒疤的印記是來自中國僧侶。因為他的臉很單調，所以讓他留下了艾灸的印記。。在故事的後半部分克林留了頭髮。悟飯說“因為克林不再戰鬥了，所以決定留長頭髮。”田中“他初次登場時，還是狡猾精明的男孩就開始喜歡克林。克林突然留頭髮了，真是吃驚。克林長了頭髮，然後負責18號的配音伊藤告訴我那個是假髮。”。鳥山“以前克林只是出於宗教因素，所以讓他剃掉頭髮。”。
克林對女性有濃厚的興趣，在第23屆天下第一武道大會得知悟空會與琪琪結婚時，說“我真嫉妒”。《七龍珠Z》的原創台詞，弗力札篇的弗力札大王在進行第二次變身時心裡喃喃道“我還想結婚啊。”弗力札篇結束後成功結識名為「瑪倫」的女朋友。克林經常與悟飯和天天還是孩子時合作。之後他愛上18號。在賽魯遊戲結束後18號向克林說“再見”，飲茶向克林推薦18號不錯很適合你。他與布瑪經常合作，從來沒有為自己的實力跟不上別人這件事情而煩惱，在那美克星球上，克林說布瑪比弗力札更可怕。人造人18號在賽魯遊戲結束嫁給克林。鳥山“克林家是一個普通家庭，但克林卻不開心，因為18號生氣時很可怕。”鳥山“雖然克林擁有強大的力量，但是他單身看起來顯得很孤單，我想讓他有一些值得讓他開心的喜事、所以找了角色配給他。”。田中真弓“我無法想像克林有一段浪漫的愛情史。”鳥山“我不打算寫關於他們的愛情故事，因為我不擅長描述感情。”。
克林和孫悟空是龜仙流的同門師兄弟，他們是獨特的摯友關係。東方村落出身的他總是想著「我想變得更強，這樣就可以受到女孩子的歡迎」但他受不了在多林寺前輩的欺壓而離開並拜訪武天老師。在那裡他遇到了悟空，悟空也是武天老師的門徒。在後來的幾年中，克林和悟空他們的實力越來越懸殊，所以決定從職業武道家退役，但是他仍然經歷了無數次戰鬥並具有一定的能力，在原作直到魔人普烏篇為止，飲茶是“地球第一戰士”克林是“地球上最強的戰士”，原作的作者鳥山明說克林是最強的。。
克林是悟空最要好的朋友，在武天老師嚴格培訓中與悟空共度了很多時光。當他被比克大魔王的部下丹巴林殺死時，悟空立即告訴這個部下“我會殺了你!!”此外，當他在悟空面前被弗力札殺死時，悟空的憤怒到了極點而變成了超級賽亞人。在原作中，克林的次數總共三次，是原作裡死亡次數最多的角色。
在那美克星期間，克林在鳥山明原作《七龍珠》漫畫角色人氣調查中排名第四名魔人普烏篇時期排行第十名。與普烏戰爭結束後，克林受雇於布瑪的膠囊公司職業警察。利用智慧型手機與平板電腦工作。在普烏復活之前，克林與十八號及女兒瑪倫住在龜仙屋裡，在《七龍珠超》克林一家人住在有庭院的豪宅。《七龍珠Z 復活的「F」》克林的手機鈴聲是《ONE PIECE》的主題歌『We Are!』。

## 經歷
- 736年 ：克林出生。
- 740年（4歳） ：成為多林寺的門徒。
- 749年（13歳） ：離開了多林寺、與孫悟空共同拜入龜仙人門下。一開始只想耍悟空，特南克斯登場時，克林說著「一開始我也討厭悟空」但是在嚴格訓練後，不知不覺就成為密友。
- 750年（14歳） ：訓練開始八個月後，他與悟空一起參加了第21屆天下第一武道大會。毫不費力地擊敗多林寺的選手，後來遇到全身散發惡臭的對手，悟空提醒克林「你沒有鼻子」而奇蹟獲勝。在第二輪中，他將面對成龍進行激烈的比賽，最後輸了。結束後不久與悟空一起討伐紅緞帶軍團，積極協助悟空。後來和悟空一起接受占卜婆婆的訓練，在惡魔人的戰鬥中失敗。
- 753年（17歳） ：在武天老師的帶領下，與飲茶一起修行了三年之後參加了第22屆天下第一武道大會。在第一輪比賽中，他將與鶴仙流的餃子對決，並與他展開超自然力量搏鬥最終獲勝。在半決賽中，這將是與悟空最後一次一對一戰鬥。大賽結束後，克林被比克大魔王的部下殺害。之後利用七龍珠復活。
- 756年（20歳） ：克林學習到新的招術並參加了第23屆天下第一武道大會。在第一輪與比克的比賽中輸了，但是這場比賽讓許多觀眾留下深刻的印象，並為他們加油打氣。看見悟空與克林的成長的武天老師說道非常感動，稱他與悟空已成為一名出色的武術家。在同名的動畫版本中，當他再次遇見悟空時，克林含淚地感謝悟空。
- 761年（25歳） ：拉帝茲襲擊地球。他一邊說“你還是快點回家”，但是被拉帝茲的尾巴擊中。為了迎接一年後賽亞人的到來他在神殿進行修行。
- 762年（26歲） ：11月3日。在沒有悟空的情況下與達爾和那霸戰鬥。為了減輕一直照顧自己在戰鬥中喪生的飲茶感到懊悔，他用擴散氣功波打敗所有的栽培人，之後接下悟空聚集的元氣彈砸中達爾，達爾身中重傷。
- 763年（27歲） ：克林通過達爾的提議恢復了身體和波倫加的力量復活。
- 764年（28歲） ：當弗力札襲擊地球時他打算逃跑。之後，他開始與武天老師修行，為三年後與人造人的戰鬥作準備。
- 767（31歲） ：由於他愛上了人造人18號，因此他無法完成銷毀18號的任務以阻止賽魯變成完全體，並破壞了人造人停止機器。但是賽魯吸收了人造人18號。在電視動畫《七龍珠Z》第168話的原創劇情中，他為此感到自責，打算在賽魯遊戲開幕前打敗賽魯。在賽魯遊戲前，人造人16號向克林提出催毀自己的請求，未來特南克斯提議帶16號去膠囊公司研究一番。在電視動畫《七龍珠Z》及《七龍珠改》的原創劇情，比克、天津飯、飲茶在悟飯與賽魯最後的龜派氣功波時，克林望著眼前失去意識的人造人18號說“悟飯是我最要好朋友悟空的孩子，所以我不能見死不救。”之後轉身幫助悟飯。
- 770年（34歲）[33]：已與人造人18號結婚。第二年，他和18號生了女兒瑪倫。他決定戒掉武術，開始留長髮。
- 774年（38歳） ：克林第四次參加天下第一武道大會比賽，這次參賽的動機是因為高額賞金。他輕鬆贏得第一輪比賽，但隨後參與了魔人普烏的事件。由於與敵人的實力差異很大，因為達布拉的口水而石化了，不久後從石化中再次復活。他負責監視孫悟天和特南克斯的融合訓練，以盡快擊敗魔人普烏，但後來他被魔人普烏吃掉。在那之後，七龍珠將克林復活。在《七龍珠Z》原創劇情中，克林死後曾經來到那個世界，和界王們相識。
- 776年（40歳） ：參加了撒旦先生的酒店落成典禮。
- 778年（42歳） ：參加布瑪的生日派對。
- 779年（43歳） ：成為一名充滿正義感的警察。當弗力札復活時，將頭髮剃光再次出戰。
- 784年（48歳[34]） ：克林在第28屆天下第一武道大會觀戰。
- 790年（54歳）：克林被貝比洗腦，原本在等待茲夫爾星遷徙計劃，但由於普烏先生變相阻止了他們，因此克林留在地球上。後來面對地球即將爆炸的災難，克林因為無法前往茲夫爾星而感到憤怒。之後，克林一家人在外出時遇到被操控的人造人17號，克林氣憤的對17號說“不，你應該對蓋洛博士還恨在心才對!!”隨後立即被17號殺害，之後也被七龍珠復活。在與悟空最後的相遇時相較於幾十年來都沒有改變的武天老師和悟空相比，他的白髮和鬍鬚看起來顯得蒼老，克林感嘆道「只有我一個人老了，一切都變得好多。」
- 821年（85歳[35][36]）：克林過世。後進繼承了克林所開創的“新龜仙流”精神。

## 克林的技能

### 七龍珠原作
1. 龜派氣功波（かめはめ波）
2. 残像拳
3. 氣圓斬（氣円斬）
4. 太陽拳（たいようけん）
5. 誘導氣功波（ダブル氣砲）[37]
6. 擴散氣功波（擴散弾）[38]
7. 舞空術

### 動畫版
1. 氣圓斬 三片刃（氣円斬 三枚刃）
2. 百倍太陽拳（ひゃくばいたいようけん）
3. 分身術
4. 氣圓連斬（氣円連斬）

## 克林的戰鬥力
作品和書籍中清楚描述直到那美克星的弗力札篇為止關於克林的戰鬥力。
1. 賽亞人來襲之前：206[39]
2. 賽亞人戰鬥中：981、1083[40]、1770[41][42][43]
3. 剛抵達那美克星：1500程度[44]
4. 對抗基紐特戰隊：10000以上[45]、13000[42][46][47]
5. 對抗弗力札：75000[48]

## 主題歌
アサ、ヒル、ヨル、キミ、ボク
主唱：田中真弓／作詞：佐藤大
作曲：田中公平／編曲：岩崎文紀
一度は結婚したいマンボ
主唱：田中真弓／作詞：佐藤大
作曲・編曲：藤原いくろう

## 註解
1. ↑  他騎乘沒有輪胎的摩托車，可以很輕易就能加速[32]。